# Красник (Ивано-Франковская область)
Красник (укр. Красник) — село в Верховинской поселковой общине Верховинского района Ивано-Франковской области Украины.
Население по переписи 2001 года составляло 1086 человек. Занимает площадь 50 км². Почтовый индекс — 78705. Телефонный код — 3432.